# Dicón
Dicón fue un atleta griego que vivió en el siglo IV a. C., natural de Caulonia (colonia aquea de Italia) e hijo de Calumbroto.
Este atleta fue el vencedor en la carrera, cinco veces en los Juegos Píticos, tres veces en los Ístmicos, cuatro en los Nemeos, y tres en los Olímpicos, motivo por el que se le levantaron varias estatuas en Olimpia.
Tras sus victorias se hizo proclamar ciudadano de Siracusa.